# آدولف مولر
آدولف مولر (آلمانی: Adolf Möller؛ ۲۵ اکتبر ۱۸۷۷ – ۱۰ نوامبر ۱۹۶۸) قایقران روئینگ اهل آلمان بود.